# Mirek Topolánek
Mirek Topolánek (Vsetín, 15. srpnja 1956.), češki političar.
Bivši predsjednik Vlade Češke Republike i bivši predsjednik stranke ODS (konzervativna, glavna demokratska stranka Češke).

## Vanjske poveznice
- Mirek Topolánek  Arhivirana inačica izvorne stranice od 2. veljače 2007. (Wayback Machine)